# Xíling ugandès
El xíling ugandès (en suahili shilingi ya Uganda o, simplement, shilingi; en anglès Ugandan shilling o, simplement, shilling) és la unitat monetària d'Uganda. El codi ISO 4217 és UGX i s'acostuma a abreujar Ush. Tradicionalment s'ha subdividit en 100 cèntims (senti / cents), tot i que actualment, a causa del baix valor de la moneda, la fracció ja no s'utilitza.
Es va adoptar el 1966 en substitució del xíling de l'Àfrica Oriental en termes paritaris (1=1), moneda que s'havia introduït el 1921. Amb motiu d'una gran inflació, el xíling ugandès (UGS) fou substituït el 1987 per un nou xíling (UGX), a raó de cent d'antics per cada un dels nous.
Emès pel Banc d'Uganda (Bank of Uganda), en circulen monedes de 10, 50, 100, 200 i 500 xílings, i bitllets de 1.000, 5.000, 10.000, 20.000 i 50.000 xílings.

## Taxes de canvi
- 1 EUR = 2.338,01 UGX (20 de juny del 2006)
- 1 USD = 1.860,00 UGX (20 de juny del 2006)